# Huub van Heiningen
Huibert (Huub) van Heiningen (Vreeswijk, 19 december 1924 - Tiel, 5 juli 2018) was een Nederlands journalist en auteur van vele historische werken over het Gelderse rivierengebied en Tiel.

## Leven en werk
Van Heiningen studeerde rechten en geschiedenis aan de Katholieke Universiteit Nijmegen. Hij behaalde echter nooit een academische titel. Op instigatie van commissaris van de koningin van Gelderland Bloemers werd zijn eerste boek onder de titel De historie van het land van Maas en Waal uitgegeven. Na de Tweede Wereldoorlog was hij drie jaar correspondent Tiel en Rivierland voor de Volkskrant en in 1953 kwam hij in dienst bij dagblad de Gelderlander, waar hij lange tijd redactiechef was van de editie Tiel & Maas en Waal.
Na zijn pensionering in 1984 bleef hij actief als publicist. Ook was hij redacteur van het tijdschrift Kerktijd. Op internet publiceerde hij kritische artikelen over zijn woonplaats Tiel en de Tielse gemeentepolitiek. Hij was mede-oprichter van de politieke partijen Pro Tiel en Sociaal Tiel. Vanuit zijn socialistische achtergrond voerde hij om niet verscheidene rechtszaken voor onder meer de Raad van State en bezwaarcommissies van de provincie, om op te komen voor de belangen van "de gewone man en vrouw".
Van Heiningen was ridder in de Orde van Oranje-Nassau.